# Алсиб

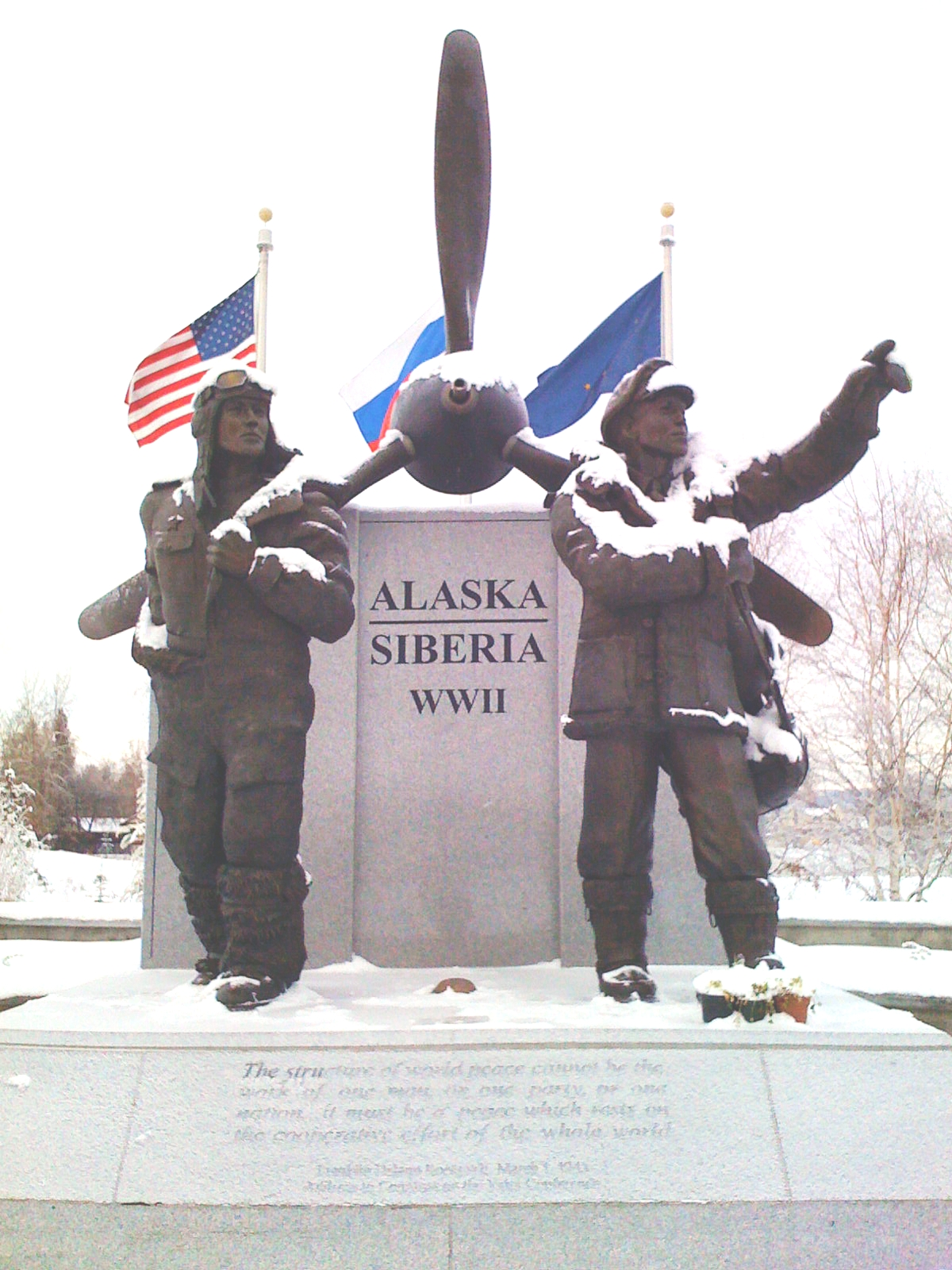
Монумент у Фербенксі

Алсиб (англ. ALSIB) — повітряна магістраль Аляска-Сибір, яка використовувалася для перегонки літаків, що поставлялись з США по ленд-лізу. Це унікальний авіаційний комплекс, що складався спочатку з п'яти базових та проміжних аеродромів в СРСР і двох в США, мережі радіостанцій, метеорологічних пунктів, заправок, ангарів, ремонтно-технічних майстерень.
Американська частина траси починалася в місті Грейт-Фолс в штаті Монтана, а закінчувалася в Номі на Алясці.
У 1945 році на радянській частині траси було п'ять основних маршрутів. Головний — з Уелькаля в Красноярськ. Ще були: Якутськ — Хабаровськ, Анадир — Магадан — Хабаровськ, Магадан — Киренськ — Красноярськ і Якутськ — Тіксі. Використовувалося до тридцяти аеродромів.
Як другорядні завдання по трасі виконувалося перевезення вантажів, дипломатичної пошти, дипломатичних працівників.

## Авіаційні полки
- 1-й перегоночний авіаційний полк (ПАП) переганяв літаки з Фербенкса через Берингову протоку до Уелькаля.
- 2-й ПАП базувався в Уелькалі й переганяв літаки до Сеймчана.
- 3-й ПАП — з Сеймчана до Якутська,
- 4-й ПАП — з Якутська до Киренська,
- 5-й ПАП, — з Киренська до Красноярська.

Передавши літаки сусідньому полку, льотчики поверталися на свою базу транспортними літаками спеціальної ескадрильї, яку пізніше перетворили в 8-й транспортний полк.